# Williams FW29
Chronologie des modèles (2007)
Williams FW28 Williams FW30
La Williams FW29 est la monoplace de Formule 1 engagée par l'écurie Williams F1 Team en Championnat du monde de Formule 1 2007. Elle est pilotée par l'Allemand Nico Rosberg, l'Autrichien Alexander Wurz, et le Japonais Kazuki Nakajima. Le pilote essayeur est l'Indien Narain Karthikeyan.

## Historique
Williams entend bien entreprendre une remontée vers le haut du tableau en 2007. La FW29 est présentée le 2 février 2007 à Grove, siège de l'écurie. Elle inaugure un inédit partenariat moteur avec Toyota en remplacement du V8 Cosworth, qui laisse espérer des progrès, le bloc japonais étant considéré comme un des meilleurs du plateau.
Du côté des commanditaires, la Royal Bank of Scotland reste fidèle et l'arrivée d'AT&T (leader des télécommunications aux États-Unis) est à noter, ainsi que celle du groupe chinois Lenovo, permettant à l'écurie de Frank Williams d'être enfin saine financièrement.
La paire de pilotes est porteuse d'espoir. En effet, le jeune Nico Rosberg disputera sa deuxième saison complète en Formule 1, associé à l'expérimenté Alexander Wurz, ancien pilote de course chez Benetton et pilote d'essai chez McLaren et Williams. Comme toutes les écuries du plateau, les FW29 utilisent des pneumatiques Bridgestone, ce qui représente un avantage pour l'équipe qui les utilise depuis 2006.
En Australie, les Williams confirment le bien que les observateurs des essais privés pensaient d'elles : qualifiées assez moyennement, elles démontrent un beau niveau de compétitivité en course, spécialement Nico Rosberg, septième derrière les deux Ferrari F2007, les deux McLaren MP4-22, la BMW Sauber F1.07 de Heidfeld et la Renault R27 de Fisichella et devant la Toyota TF107 de Ralf Schumacher. Wurz, plus à la peine, ne termine pas la course, ayant été harponné par Coulthard alors qu'il naviguait dans le ventre mou du classement.
À Sepang, trois semaines plus tard, les essais privés portent leurs fruits et les Williams se qualifient en rapport avec leur rythme de course (Rosberg, brillant sixième). L'Allemand livre des performances de tout premier ordre en dominant encore une fois les Toyota et en restant sixième jusqu'à son abandon sur un problème technique. Wurz termine neuvième en étant parti de la dix-neuvième place sur la grille.
Le reste de la saison est marqué par deux performances d'Alexander Wurz au Canada et en Europe, où l'Autrichien prend la troisième et la quatrième place. Ces éclaircies dans la saison de l'expérimenté Wurz ne l'empêchent cependant pas de couler peu à peu, faisant rejaillir la régularité des performances de Rosberg. L'Autrichien laisse son baquet au troisième pilote de l'écurie, Kazuki Nakajima, pour l'ultime Grand Prix de la saison, mettant un terme à sa carrière en F1.
À la suite du déclassement de l'écurie McLaren-Mercedes du championnat des constructeurs 2007, Williams termine  à la quatrième place, triplant son total de points par rapport à 2006.

## Philosophie de conception

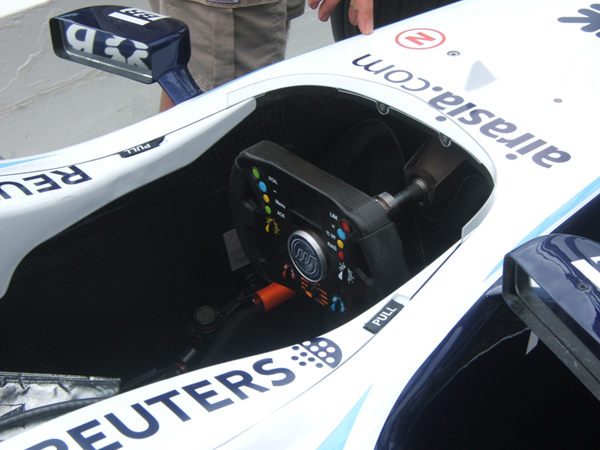
Cockpit de la Williams FW29

La FW29 reprend la plupart des solutions étrennées sur la voiture précédente de l'écurie : aspect plus compact et massif que la plupart des autres monoplaces, museau large et très recourbé. L'aérodynamique de la FW29 a été particulièrement soignée afin d'optimiser l'écoulement du flux d'air autour du châssis, comme en témoigne la structure complexe de l'aileron avant présenté lors des premiers essais privés, s'inspirant de la solution employée par Ferrari sur les 248 F1 et F2007. Les pontons, très resserrés autour des flancs et dont la bouche est presque triangulaire, se rapprochent de la forme lancée par Renault. La boîte de vitesses "seamless" conçue par Williams est également utilisée par Toyota et le moteur équipant la FW29 est le même que celui des Toyota officielles.

## Williams FW29B
Lors des essais d'intersaison 2007-2008, Williams engage une version B de la FW29, incluant quelques pièces de la future Williams FW30. L'écurie, qui fête par ailleurs sa trentième saison au sein du championnat, utilisera six livrées différentes qui retracent l'histoire de Williams en Formule 1.

## Résultats en championnat du monde de Formule 1
| Saison | Écurie        | Moteur        | Pneus       | Pilotes         | Courses | Courses | Courses | Courses | Courses | Courses | Courses | Courses | Courses | Courses | Courses | Courses | Courses | Courses | Courses | Courses | Courses | Points inscrits | Classement |
| Saison | Écurie        | Moteur        | Pneus       | Pilotes         | 1       | 2       | 3       | 4       | 5       | 6       | 7       | 8       | 9       | 10      | 11      | 12      | 13      | 14      | 15      | 16      | 17      | Points inscrits | Classement |
| ------ | ------------- | ------------- | ----------- | --------------- | ------- | ------- | ------- | ------- | ------- | ------- | ------- | ------- | ------- | ------- | ------- | ------- | ------- | ------- | ------- | ------- | ------- | --------------- | ---------- |
| 2007   | AT&T Williams | Toyota RVX-07 | Bridgestone |                 | AUS     | MAL     | BHR     | ESP     | MON     | CAN     | USA     | FRA     | GBR     | EUR     | HUN     | TUR     | ITA     | BEL     | JPN     | CHN     | BRA     | 33              | 4e         |
| 2007   | AT&T Williams | Toyota RVX-07 | Bridgestone | Nico Rosberg    | 7e      | Abd     | 10e     | 6e      | 12e     | 10e     | 16e     | 9e      | 12e     | Abd     | 7e      | 7e      | 6e      | 6e      | Abd     | 16e     | 4e      | 33              | 4e         |
| 2007   | AT&T Williams | Toyota RVX-07 | Bridgestone | Alexander Wurz  | Abd     | 9e      | 11e     | Abd     | 7e      | 3e      | 10e     | 14e     | 13e     | 4e      | 14e     | 11e     | 13e     | Abd     | Abd     | 12e     |         | 33              | 4e         |
| 2007   | AT&T Williams | Toyota RVX-07 | Bridgestone | Kazuki Nakajima |         |         |         |         |         |         |         |         |         |         |         |         |         |         |         |         | 10e     | 33              | 4e         |

Légende : ici 